# Balatonfűzfő
Balatonfűzfő – miasto na Węgrzech, w Komitacie Veszprém, w powiecie Balatonalmádi, leżące nad jeziorem Balaton.

## Historia
Najstarsze osady na tym terenie były budowane przez Celtów, Awarów i Rzymian.

## Współczesność
Szybki rozwój miejscowości nastąpił po roku 1908, kiedy uruchomiono linię kolejową wokół Balatonu. W roku 1920 wybudowano tu pierwsze brukowane drogi, powstał urząd pocztowy, dworzec kolejowy, otwarto plażę, a ponadto na okolicznych polach rozpoczęto uprawę winorośli. W roku 1927 zaczęto wytwarzać tu proch strzelniczy, co zapoczątkowało rozwój okolicznego przemysłu. Balatonfűzfő otrzymało prawa miejskie w roku 2000.

## Miasta partnerskie
- Śmigiel (Polska)